# بيرس غوغ
بيرس غوغ (بالإنجليزية: Piers Gough)‏ هو مهندس معماري بريطاني، ولد في 24 أبريل 1946.